# El meravellós món dels germans Grimm
 El meravellós món dels germans Grimm  (The Wonderful World of the Brothers Grimm) és una pel·lícula estatunidenca, produïda per la Metro-Goldwyn-Mayer, rodada en color i en Cinerama, dirigida per Henry Levin amb la col·laboració de George Pal i estrenada el 1962. Va ser premiada amb un Oscar. La pel·lícula, rodada en imatge real, també inclou escenes i elements d'animació stop-motion. Ha estat doblada al català.

## Argument
La pel·lícula està repartida en quatre parts, per una banda hi ha la història més o menys biogràfica dels germans Grimm i per l'altra tres dels seus contes: Les princeses ballarines, L'os cantor i El sabater i els follets. Els germans tenen l'encàrrec d'escriure la història de la familia d'un Duc, però en Wilhelm prefereix escoltar els contes de fades i altres històries fantàstiques que explica la gent de la zona.

## Repartiment
- Laurence Harvey: Wilhelm Grimm
- Karlheinz Böhm: Jacob Grimm
- Claire Bloom: Dorothea Grimm
- Walter Slezak: Stossel
- Barbara Eden: Greta Heinrich
- Oskar Homolka: Duc
- Martita Hunt: Anna Richter
- Ian Wolfe: Gruber
- Walter Rilla: Sacerdot
- Yvette Mimieux: Princesa
- Russ Tamblyn: Caçador
- Jim Backus: Rei
- Beulah Bondi: Gitana
- Terry-Thomas: Ludwig
- Buddy Hackett: Hans
- Otto Kruger: Rei
- Willy Reichert: Pintor
- Arnold Stang: Rumpelstiltskin

## Llocs de rodatge

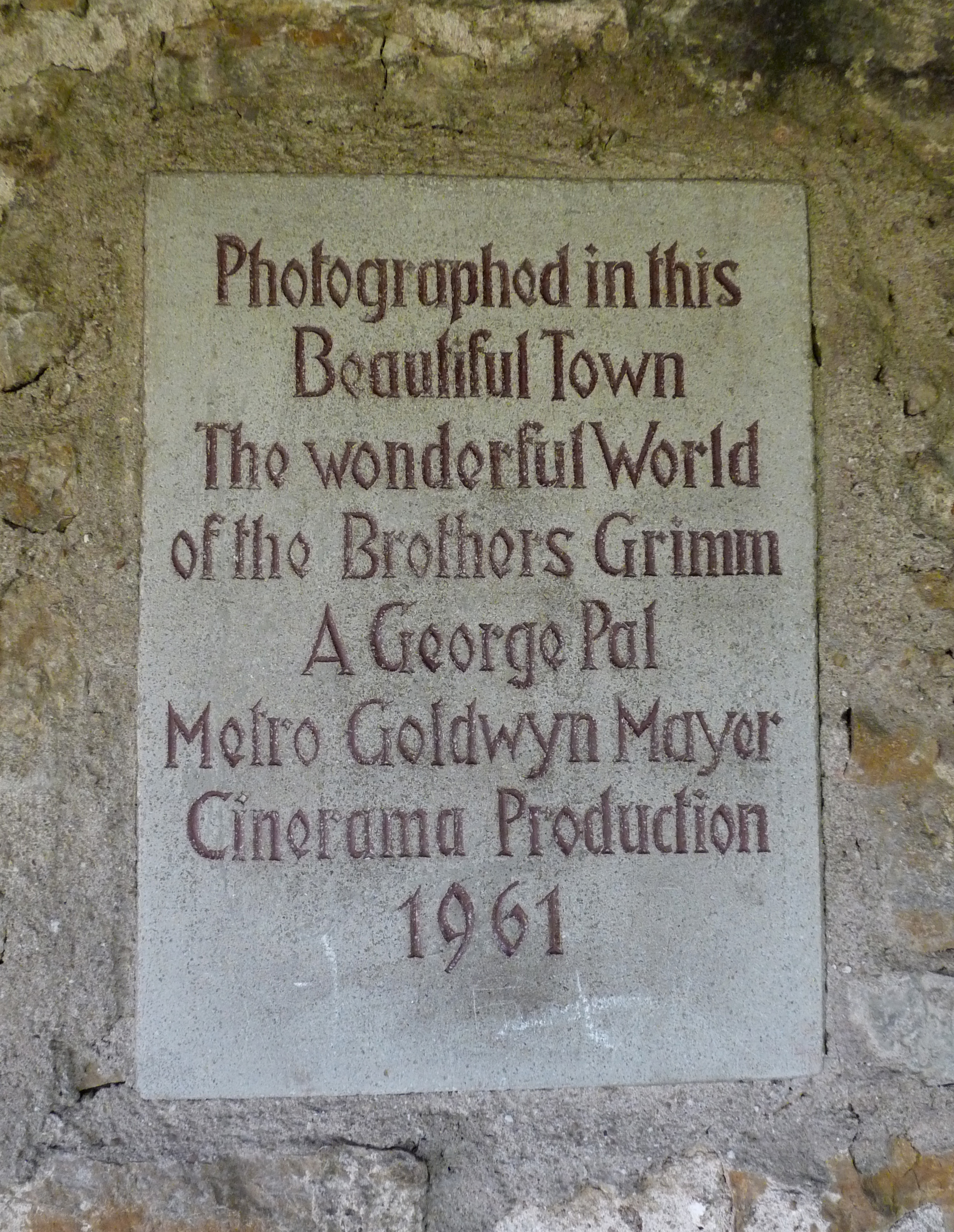
Placa commemorativa de la MGM sobre una muralla de Rothenburg ob der Tauber

La majoria de les escenes d'exterior van ser rodades a Baviera (Alemanya) o a l'oest de Baden-Württemberg molt proper, al llarg de la ruta romàntica: Dinkelsbühl, el Castell de Neuschwanstein, el Castell de Hohenschwangau, la ben conservada ciutat medieval de Rothenburg ob der Tauber o el castell de Weikersheim.

## Premis
La sastressa Mary Wills va rebre l'Oscar al millor vestuari el 1963. La pel·lícula va ser a més a més nominada en tres altres categories: Oscar a la millor direcció artística, Oscar a la millor banda sonora i Oscar a la millor fotografia.